# Временный корпус (Великая армия)
Временный армейский корпус Великой армии (фр. Corps d'armée provisoire) — образован Наполеоном 7 ноября 1805 года из частей Великой Армии (дивизия Дюпона из 6-го корпуса Нея, дивизия Газана из 5-го корпуса Ланна и батавская дивизия Дюмонсо из 2-го корпуса Мармона). 9 декабря 1805 года корпус был расформирован, а дивизии возвращены в прежние корпуса.

## Состав корпуса
На 7 ноября 1805 года:
- 1-я пехотная дивизия (дивизионный генерал Пьер Дюпон де л'Этан)
- 2-я пехотная дивизия (дивизионный генерал Оноре Газан)
- 3-я пехотная (батавская) дивизия (генерал-лейтенант Жан-Батист Дюмонсо)

## Командование корпуса

### Командующие корпусом
- маршал Эдуар Мортье (7 ноября – 9 декабря 1805)

### Начальники штаба корпуса
- бригадный генерал Николя Годино (7 ноября – 9 декабря 1805)